# Wasfi Tall
Pour les articles homonymes, voir Tall.
Wasfi Tall (en arabe : وصفي التل), né le 19 janvier 1919 à Irbid (Jordanie) et mort le 28 novembre 1971 au Caire en Égypte, a été Premier ministre de la Jordanie à trois reprises. Il a été assassiné par le groupe palestinien Septembre noir.

## Biographie

### Jeunesse

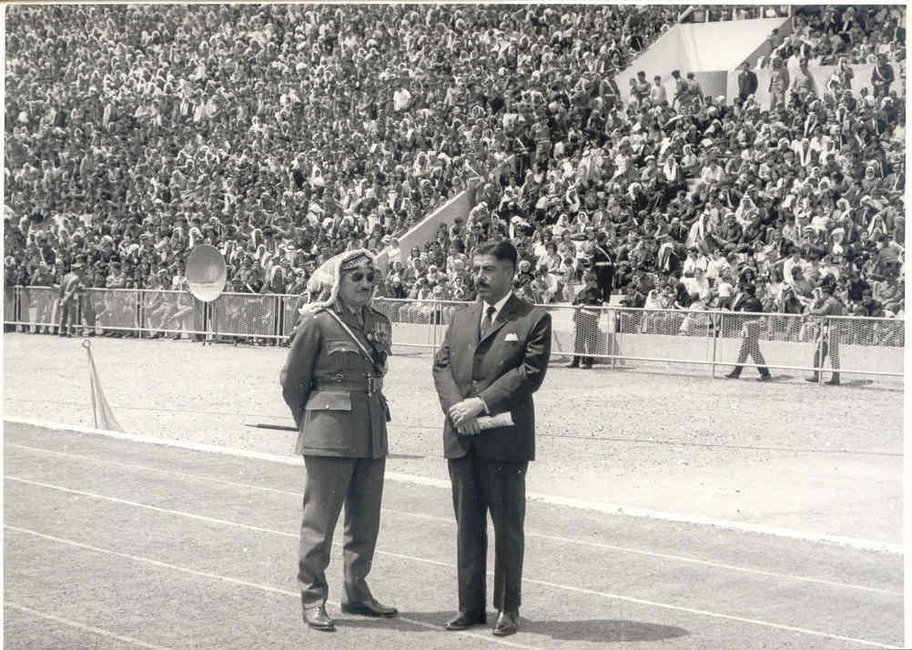
Maréchal Habes al-Majali et Wasfi Tall

Il a étudié à la faculté des sciences naturelles de l'université américaine de Beyrouth.

### Carrière Politique
Tall a été Premier ministre de la Jordanie et ministre de la Défense lors des incidents de Septembre noir en 1970. Il est considéré comme un responsable de massacres de Palestiniens en Jordanie.

### Mort
Le 28 novembre 1971, la Ligue arabe est réunie au Caire. Quatre Palestiniens du groupe Septembre noir l'approchent et l'abattent.

### Vie privée
Wasfi Tal était marié à Sadia Jabri, ancienne épouse du dirigeant palestinien Moussa al-Alami dans les années 1940.